# Jean-Marie Guilloux
Pour les articles homonymes, voir Guilloux.
Jean-Marie Guilloux, né le 25 novembre 1848 à Languidic (Morbihan) et mort le 6 décembre 1900 à Saint-Barthélemy (Morbihan), est un prêtre catholique et un écrivain breton.

## Biographie
Fils d'un tisserand, Jean-Marie Guilloux naît à Languidic en 1848. Ordonné prêtre en 1873, il est d'abord maître de classe au Petit Séminaire de Sainte-Anne-d'Auray  et se destine à l'enseignement, mais une faiblesse de la voix l'en empêche. Il est alors nommé vicaire de la paroisse de Brandivy (Morbihan), où il exerce son sacerdoce jusqu'en 1896, avant de servir comme curé de Saint-Barthélémy.
En parallèle de son ministère religieux, il se passionne pour l'ancienne abbaye de Lanvaux (Brandivy), où il effectue des fouilles archéologiques en 1889-1890 et découvre des restes mortels qu'il pense être ceux de l'abbé Ruaud, bienheureux et évêque de Vannes au XIIe siècle. Il en tire plusieurs ouvrages sur l'abbaye, la baronnie, la paroisse et le bienheureux Ruaud. Membre de la Société polymathique du Morbihan, il est l'auteur d'une dizaine d'autres monographies historiques portant sur des paroisses du Morbihan pendant la Révolution (Brandivy, Languidic, Sainte-Anne-d'Auray, Pluméliau, Quistinic) et sur quelques personnages historiques locaux: le «Roi Stevan», mendiant-prophète; les chouans Jean Jan et Claude Lorcy dit L'Invincible. 
Même s'il s'attache à utiliser en priorité des sources écrites, certains de ses travaux relèvent toutefois plus du collectage de tradition orale que d'une véritable démarche d'historien, comme sa biographie du Roi Stevan. Par ailleurs, ses études sur les paroisses pendant la Révolution s'attachent surtout au récit des persécutions religieuses et constituent des procès uniquement à charge, comme le souligne l'historien François Ploux.